# Andrucha Waddington
Andrucha Waddington és un guionista, director, un dels actuals més importants del Brasil, i productor de cinema i televisió brasiler.

## Biografia
Va néixer el 20 de gener de 1970 a la ciutat de Rio de Janeiro, fill de Helenio Waddington i de la psicoanalista ucraïnesa Irina Popov, qui va decidir posar-li un nom rus. És germà del director de sèries de televisió, Ricardo Waddington, de la directora de cinema Tatiana Junod i el director de televisió i publicitat Viktor Junod.Es va casar amb Kiti Duarte, mare de dues dels seus fills, João, 1992 i Pedro, 1994 i després, en 1997 amb l'actriu Fernanda Torres, amb qui va tenir Joaquim, 2000, i Antonio, 2008.
Als 18 anys va conèixer el món del cinema com a assistent de producció a Jugant en els camps del senyor, d'Hector Babenco, va dirigir sobre 200 anuncis de televisió abans d'introduir-se en l'en 1998
És soci de Conspiração Filmes, juntament amb el seu cunyat Claudio Torres, va ser el director creatiu de la Cerimònia d'Obertura dels Jocs Olímpics d'Estiu de 2016 al costat de Fernando Meirelles i Daniela Thomas, ha dirigit diversos espectacles musicals de grans artistes brasilers, Arnaldo Antunes, Gilberto Gil i Paralamas i videoclips premiats, de Caetano Veloso, Marina Lima, Paralamas do Sucesso, Djavan i Skank.

## Filmografia
Cinema
| Any  | Títol                                   |
| ---- | --------------------------------------- |
| 1998 | Os Paralamas do Sucesso em Close Up     |
| 1999 | Gêmeas                                  |
| 2000 | Eu Tu Eles                              |
| 2002 | Os Paralamas do Sucesso - Longo Caminho |
| 2002 | Viva São João                           |
| 2002 | Outros (Doces) Bárbaros                 |
| 2005 | Casa de Areia                           |
| 2007 | Maria Bethânia - Pedrinha de Aruanda    |
| 2010 | Arnaldo Antunes - Ao Vivo Lá em Casa    |
| 2011 | Lope                                    |
| 2012 | Os Penetras                             |
| 2014 | Rio, Eu Te Amo                          |
| 2016 | Sob Pressão                             |
| 2018 | Chacrinha: O Velho Guerreiro            |
| 2019 | O Juízo                                 |

Televisió
| Any  | Títol                                        |
| ---- | -------------------------------------------- |
| 2006 | 'Y Ikatu Xingu                               |
| 2007 | Retrato Celular                              |
| 2015 | André Midani: do Vinil ao Download           |
| 2016 | Cerimònia d'apertura dels Jocs Olímpics 2016 |
| 2017 | Sob Pressão                                  |

## Premis i distincions
Festival Internacional de Cinema de Canes
| Any  | Categoria                          | Pel·lícula | Resultat  |
| ---- | ---------------------------------- | ---------- | --------- |
| 2000 | Un Certain Regard-Mención especial | Eu Tu Eles | Guanyador |

- 2 Nominacions al Gran Premi Cinema Brasil al millor director, per Eu Tu Eles i per Casa de Areia
- Nominació al millor documentalista al Gran Premi Cinema Brasil per Viva Sao Joao (2002)
- Premi al millor film en el Festival Internacional del Nou Cinema Llatinoamericà de l'Havana 2000, per Eu Tu Eles
- Millor film i premi de la crítica al Festival Internacional de Cinema de Cartagena de Indias (2000), per Eu Tu Eles
- Premi al millor director al Festival de l'Audiovisual-Cinema PE (2002), per Viva Sao Joao (2002)